# ラスチスラフ
ラスチスラフ（Rastislav, ? - 870年）は、モラヴィア王国の第2代君主。ロスティスラフとも表記する。

## 生涯
初代モイミール1世の死後、846年に王位についた。モイミール1世がカトリックを受容する姿勢を見せたのに対して、ラスチスラフは東フランク王国との対抗上、ブルガリア、ビザンツ帝国などと接近した。
また、カトリック化を通じて東フランク王国に従属することを懸念して、ビザンツ帝国に宣教師の派遣を依頼した。これによって派遣されたのがキュリロス・メトディオスの兄弟であり、王国内における正教の浸透を図った。この際に布教の必要性からグラゴル文字が作成された。
東フランク王国と結んだ甥のスヴァトプルクによって失脚に追い込まれた。
正教会において聖人（1994年、チェコ・スロバキア正教会により列聖）。